# Trymatococcus amazonicus
Trymatococcus amazonicus är en mullbärsväxtart som beskrevs av Eduard Friedrich Poeppig och Endl.. Trymatococcus amazonicus ingår i släktet Trymatococcus och familjen mullbärsväxter. Inga underarter finns listade i Catalogue of Life.